# 이머전트 바이오솔루션스
이머전트 바이오솔루션스(Emergent BioSolutions)는 항체치료제와 백신을 개발하는 미국의 생명공학 기업이다.

## 같이 보기
- 생명공학기술
- 날록손
- 제약산업